# Ејми Шерман Паладино
Ејми Шерман Паладино (енгл. Amy Sherman-Palladino; Лос Анђелес, 17. јануар 1966) америчка је телевизијска сценаристкиња, редитељка и продуценткиња. Позната је као ауторка серија Гилморове и Величанствена госпођа Мејзел.
Добитница је шест награда Еми за програм у ударном термину и оснивач продуцентске куће Dorothy Parker Drank Here Productions. Позната је по свом препознатљивом брзометном дијалогу, који је често пун референци поп културе, као и специфичном стилу снимања.

## Филмографија
| Година     | Српски назив                 | Изворни назив    | Сценаристкиња | Редитељка | Извршна продуценткиња |
| ---------- | ---------------------------- | ---------------- | ------------- | --------- | --------------------- |
| 1990.      |                              |                  | 1 еп.         | Не        | Не                    |
| 1990—1994. | Роузен                       |                  | 13 еп.        | Не        | 36 еп.                |
| 1995.      |                              | Can't Hurry Love | 3 еп.         | Не        | Не                    |
| 1996.      |                              |                  | 5 еп.         | Не        | Да                    |
| 1997.      |                              |                  | 1 еп.         | Не        | 12 еп.                |
| 1998—1999. |                              |                  | 2 еп.         | Не        | Да                    |
| 2000—2007. | Гилморове                    |                  | 52 еп.        | 15 еп.    | Да                    |
| 2008.      |                              |                  | 4 еп.         | 2 еп.     | Да                    |
| 2010.      |                              |                  | Да            | Да        | Да                    |
| 2012—2013. |                              |                  | 8 еп.         | 5 еп.     | Да                    |
| 2016.      | Гилморове: Година у животу   |                  | 2 еп.         | 2 еп.     | Да                    |
| 2017—данас | Величанствена госпођа Мејзел |                  | Да            | Да        | Да                    |